# Prunus guatemalensis
Prunus guatemalensis — вид квіткових рослин з родини трояндових (Rosaceae). Ареал охоплює такі країни: Гватемала, Мексика (Чьяпас).

## Середовище
Цей вид описується як рідкісне дерево хмарного лісу. Воно зустрічається в крутих каньйонах та прибережних середовищах. Цей вид зустрічається на висоті 1900-2800 м. Первісне середовище існування сильно вирубане.

## Морфологічна характеристика
Це дерево середнього розміру заввишки 7–18 метрі, яке іноді сягає 30 метрів.

## Використання
Деревина Prunus guatemalensis вважається високоякісною та використовується для будівництва.